# Cortes de León
Cortes de León es la denominación historiográfica tanto de las reuniones de las Cortes privativas del reino de León, cualquiera que fuera la ciudad donde tuvieran lugar, como de las reuniones de las posteriores Cortes de la Corona unificada de León y de Castilla que tuvieron lugar en la ciudad de León.
Según la Memoria del Mundo de la Unesco son la cuna del parlamentarismo o, al menos, «el testimonio documental más antiguo del sistema parlamentario europeo».

## Cortes, asambleas o concilios de León
Las primeras que se celebraron se hicieron según la tradición de los Concilios de Toledo del reino visigodo, por lo que en realidad eran más bien concilios eclesiásticos con participación civil, o bien una reunión ampliada del aula regia. Los que tienen lugar en León desde el siglo X han sido denominados en la historiografía con distintas expresiones, como "Cortes", o "junta de caudillos", o "consejo de magnates", o "sínodo", o "fidelis concilius". Ya en el siglo XI aparecen citados el Concilio o Cortes de León de 1020, con Alfonso V de León; las Cortes de León de 1037, con Fernando I de León; y la asamblea, concilio o Cortes de León de 1091, con Alfonso VI de León, a la que asistieron tanto nobles como villanos, para tratar de un nuevo impuesto.
Las de mayor importancia política fueron las Cortes de León de 1135 (también llamadas «Concilio de León»), «en las que Alfonso VII fue proclamado Emperador. Asistieron los arzobispos, obispos, abades, condes, príncipes y duques del Reino, y particularmente constan los nombres de la Reina Doña Berenguela, de la Infanta Doña Sancha, del Rey de Navarra D. García, del Rey moro Zafadola y de los condes de Barcelona y Tolosa y otros de Gascuña y de Francia que daban parias al Emperador, y se reconocían por sus vasallos».
Las primeras que tuvieron componentes de los tres «brazos» (nobleza, clero y «común» de las ciudades), y que por lo tanto fueron las primeras Cortes propiamente dichas, fueron las Cortes de León de 1188. Al año siguiente hay constancia de unas Cortes de León de 1189, de las que «hay vaga noticia», y años después unas Cortes de León de 1208, todas ellas con Alfonso IX. También hubo convocatorias de Cortes del reino de León en otras ciudades, como Benavente.
Ya con los reinos de León y Castilla integrados en la Corona de León y Castilla, volvió a haber varias  convocatorias de Cortes en la ciudad de León y otras ciudades del Reino de León, como las Cortes de León de 1342. Las Cortes del reino leonés se efectuaban de forma separada a las del castellano, en las que hasta 1250 no tuvo voto del estamento popular. De las Cortes de León de 1349 se recoge que fueron particulares de ese reino, aunque fueron las últimas antes de integrarse en las de la corona.